# Read My Mind (álbum)
Read My Mind es el décimo octavo álbum de estudio de la cantante estadounidense de música country Reba McEntire, publicado en abril de 1994 por la compañía discográfica MCA Records. 
Fue emitido durante el apogeo de la fama de la artista, repitiendo el éxito de sus predecesores, al venderse más de tres millones de copias en Estados Unidos. 
Los sencillos editados para su promoción fueron igualmente exitosos. El primero de ellos titulado «Why Haven't I Heard from You», publicado con un pintoresco vídeo, alcanzó el número cinco en el listado Hot Country Singles & Tracks de la revista Billboard. Mientras que el segundo sencillo,  la balada «She Thinks His Name Was John», se convirtió en la primera canción country en abordar el tema del SIDA, y debido a su delicada temática muchas radioemisoras se rehusaron a emitirla. 
Paralelamente, Read My Mind recibió comentarios favorables de parte de los críticos de música. Al respecto, Charlotte Dillon, del sitio web AllMusic sostuvo que «es uno de los pocos álbumes en que todas las canciones son buenas y merecen ser escuchadas repetidamente».

## Listado de canciones
Todas las canciones fueron producidas por Tony Brown y Reba McEntire

| N.º | Título                         | Escritor(es)                              | Duración |  |
| 1.  | «Everything That You Want»     | Randy Sharp, Jack Wesley Routh            | 4:21     |  |
| 2.  | «Read My Mind»                 | Keith Thomas, Melissa Coleman, Todd Moore | 3:59     |  |
| 3.  | «I Won't Stand in Line»        | Sharp, Steve Diamond                      | 3:57     |  |
| 4.  | «I Wish That I Could Tell You» | Tony Martin, Van Stephenson, Reese Wilson | 3:19     |  |
| 5.  | «She Thinks His Name Was John» | Sandy Knox, Steve Rosen                   | 4:22     |  |
| 6.  | «Why Haven't I Heard from You» | Sandy Knox, T.W. Hale                     | 3:27     |  |
| 7.  | «And Still»                    | Liz Hengber, Tommy Lee James              | 3:27     |  |
| 8.  | «The Heart Is a Lonely Hunter» | Mark D. Sanders, Kim Williams, Ed Hill    | 3:50     |  |
| 9.  | «I Wouldn't Wanna Be You»      | Randy Sharp, Jeff Silbar                  | 3:34     |  |
| 10. | «Till You Love Me»             | Bob DiPiero, Gary Burr                    | 3:34     |  |